# 莽张镇
莽张镇，是中华人民共和国河南省信阳市罗山县下辖的一个乡镇级行政单位。

## 行政区划
莽张镇下辖以下地区：
莽张社区、莽张村、方棚村、闵水村、王楼村、凉亭村、李洼村、石头村、鲁堂村、郑洼村、天湖村、王乡村、甘岗村、朱洼村、吴岗村、孙堂村、蔡店村、槐店村、尚家村和杨岗村。